# 67235 Fairbank
67235 Fairbank este un asteroid din centura principală de asteroizi.

## Descriere
67235 Fairbank este un asteroid din centura principală de asteroizi. A fost descoperit pe 5 martie 2000 la Gnosca de Stefano Sposetti. Asteroidul prezintă o orbită caracterizată de o semiaxă mare de 2,77 ua, o excentricitate de 0,09 și o înclinație de 8,8° în raport cu ecliptica.